# Achille Mbembe
Achille Mbembe (født 1957 i Otélé, Cameroun) er politisk teoretiker, filosof og offentlig intellektuel. Han er professor ved University of the Witwatersrand i Johannesburg, Sydafrika. Han bliver ofte beskrevet som en postkolonial teoretiker, men har selv afvist denne betegnelse.
Blandt Mbembes vigtigste værker er De la postcolonie. Essai sur l’imagination politique dans l’Afrique contemporaine (2000); Nekropolitik (2003, da. oversættelse 2019) og Critique de la raison nègre (2013). Centralt for disse værker er den europæiske forestilling om Afrika som en fantasi uden hold i den faktiske virkelighed, en pointe Mbembe videreudvikler fra Frantz Fanon. I Nekropolitik beskriver han med udgangspunkt i Michel Foucault og Giorgio Agambens begreb om biopolitik, hvordan magten til at slå ihjel stadig er en væsentlig form for magtudøvelse i dag, f.eks. i forhold til brugen af konfliktmineraler i mobiltelefoner. I hans seneste bog, Brutalisme (2020), skriver Mbembe mere direkte om aktuelle politiske emner såsom flygtninge og grænser, samt arkitektur og overvågningsteknologi.
Mbembe er også politisk engageret, særligt for et større panafrikansk samarbejde.
I foråret 2020 blev Achille Mbembe beskyldt for at være antisemit på grund af hans kritik af staten Israel. Mere end 700 intellektuelle og kunstnere, heriblandt Judith Butler og Noam Chomsky, har dog forsvaret Mbembes kritik.
Den 14. marts 2024 blev Achille Mbembe tildelt Holbergprisen 2024, en international videnskabspris som tildeles for fremragende forskning indenfor humaniora, samfundsvidenskab, jura og teologi. Overrækkelsesceremonien finder sted den 6. juni 2024 på Universitetet i Bergen, Norge.